# Kuchak
Kuchak (in armeno Քուչակ?, anche chiamato K'uch'ak e Krchak; precedentemente Alikuchak) è un comune dell'Armenia di 2 025 abitanti (2008) della provincia di Aragatsotn. Il paese fu fondato nel 1829-1830 e prese il nome da Nahapet Kuchak, bardo del XVI secolo.